# Platianulus
Platianulus is een geslacht van kevers uit de familie  
kniptorren (Elateridae).
Het geslacht is voor het eerst wetenschappelijk beschreven in 2004 door Rainer Schimmel.

## Soorten
Het geslacht omvat de volgende soorten:
- Platianulus albertisi (Candèze, 1880)
- Platianulus mayoaensis Schimmel, 2006
- Platianulus sanguinicollis Schimmel, 2004
- Platianulus weigeli Schimmel, 2004